# Viggo Jørgensen (fodboldspiller KB)
 Der er flere personer med dette navn, se Viggo Jørgensen.
Viggo Jørgensen var en dansk fodboldspiller som spillede på KB’s berømte guldalderhold som han vandt det danske mesterskab med 1918 og 1922.